# Robert Cailliau
Robert Cailliau (26 de gener de 1947, Tongeren), és un enginyer belga que, junt amb en Tim Berners-Lee, va ser el creador de la World Wide Web.

## Biografia

### Historial acadèmic
De molt jove, l'any 1958 es va traslladar a Anvers amb els seus pares on va acabar el batxillerat. El 1969, es va llicenciar en Enginyeria Mecànica i Electrònica a la Universitat de Gant; a més, el 1971, va fer un Màster d'Enginyeria d'Ordinadors, Informació i Control a Michigan, Estats Units.

### Servei Militar
Mentre realitzava el servei militar a l'Exèrcit Belga, mantenia els programes Fortran. Programes que servien per a simular moviments estratègics militars.

### Consell Europeu d'Investigació Nuclear
El 1974 va tornar a Europa i va aconseguir un càrrec al Consell Europeu per a la Investigació Nuclear (CERN). Va començar a treballar com a cap de la divisió Protó Synchroton (PS) desenvolupant el sistema de control de l'accelerador, però anys més tard, el 1987, va deixar aquesta divisió i va convertir-se en el líder del Sistema de Centre de Dades del Sistema Office Computing.

### Amistat amb Tim Berners-Lee
L'any 1990 va conèixer al físic Tim Berners-Lee, que també treballava al CERN, tots junts van proposar un sistema d'hipertext per accedir a la documentació del CERN; és així com creant un programa per l'empresa va néixer la World Wide Web.

### Primer projecte web
Cailliau, amb l'ajut de l'associació Fraunhofer Gesellschaft, va començar el primer projecte basat en la web, que es tractava d'una disseminació d'informació pel CERN, l'any 1993; i al mes de Desembre ja convocà la primera conferència internacional sobre la Worl Wide Web que es va celebrar al CERN en el mes de Maig de 1994. La conferència va rebre sol·licituds de més de 380 pioners d'Internet, i va marcar un punt important en el desenvolupament web. Des de llavors cada any se celebra aquesta conferència.
Finalment Robert Cailliau, als 58 anys, va deixar de treballar pel CERN on portava 25 anys incentivant el desenvolupament dels sistemes de control, els sistemes d'interfície d'usuari, processadors d'hipertext i havent ajudat a transferir el desenvolupament de la web del CERN al W3C.

### Creació de la World Wide Web
La World Wide Web neix de les necessitats que tenia el CERN de disposar d'un sistema per a accedir a la immensa quantitat d'informació que contenia als seus sistemes informàtics. En veure això, Tim Berners-Lee idea una projecte d'hipertext global, se li va ocórrer que podia adaptar un programa que ell mateix havia creat, l'ENQUIERE, a les necessitats del CERN. Aquest programa permetia incorporar multimèdia i hipertextos, emmagatzemant petites peces d'informació i entrellaçant-les. S'executava en un entorn multisusuari i permetia accedir a la mateixa informació a diverses persones. Era un programa basat en Internet. Berners-Lee va proposar l'ENQUIERE a diversos científics del CERN, però l'únic que van confiar en ell va ser Cailliau, que va ser dels pocs que va creure en el projecte des del començament. El belga va començar a buscar estudiants, becaris, diners, màquines i espais per a poder treballar per a ajudar que el projecte de Berners-Lee pogués dur-se a terme. L'any 1990 reben el vistiplau i tots dos comencen a escriure un nou model d'hipertext, comencen a crear el que avui dia coneixem com la Web.

### Després de la creació de la World Wide Web
El 1994, Rober Cailliau porta la web a l'educació juntament amb la Comissió Europea, amb un projecte anomenat “Web per a escoles”. Després va ajudar a transportar tot el coneixement de la World Wide Web, del CERN, a la W3C (World Wide Web Consortium).
Va ser el gener de 2007, quan va rebre la jubilació anticipada. Actualment realitza conferències respecte al passat i el futur de la WWW, aspecte que el va conduir a l'1 de setembre de l'any 2009 a realitzar el discurs d'obertura de la conferència anual de desenvolupadors web, Runtime Revolution a Edimburg, Escòcia. Unes setmanes després rebia el reconeixement Doctor Honoris Causa a la Universitat de Liège, a França.

## Guardons
- Premi ACM Software System (juntament amb Tim Berners-Lee), 1995.
- Premi Plantijn Antwerpen, 1995.
- Dr. Honoris Causa a la Universitat de Southern Cross, 1999.
- Dr. Honoris Causa a la Universitat de Gent, 2000.
- Medalla de reconeixement de la ciutat de Ginebra (Médaille "Genève Reconnaissante") (juntament amb Tim Berners-Lee), 2001.
- Commandeur en l'orde del Rei Leopold de Bèlgica, 2004.
- Honorary Citizenship de la ciutat de Tongeren, 2006.
- Medalla D'or de la Academia Flamenca de les Ciències i les Arts, 2008
- Doctor Honoris Causa per la Universitat de Liège, França, 2009.
- Reconeixement Ehrenpreis Best de la web Suïssa, 2010.

## Llibres
- How the Web Was Born: The Story of the World Wide Web, James Gillies, Robert Cailliau (Oxford Paperbacks, 2000)